# 麻僖
麻僖（1579年—1643年），字淳甫，號立轩，陝西庆阳卫（今甘肅）人，军籍，明朝政治人物，同進士出身。

## 生平
萬曆三十四年（1606年）中丙午科陕西鄉試第四名舉人。次年聯捷丁未科同進士，授翰林院庶吉士，後改兵科給事中。代王長子朱鼎渭舉發其父廢長立幼，麻僖彈劾代王目無君長、鼎渭心無父母。
萬曆四十年（1612年）上疏陳納諫諍、舉枚卜、補大僚、登遺佚、速考選等事，諫章被太監扣壓未報。後又上疏，指斥國防虛弱、軍備廢弛等弊端。建議墾荒屯田、充實邊餉等策略，皆未被采納。
遼東巡撫楊鎬請求重新任用李如梅做大將，麻僖建言改用張承蔭，承蔭還未到任而鎮遠堡、曹莊等地相繼淪陷，楊鎬均不據實以報，被麻僖上兩道奏疏彈劾，楊鎬遂辭職歸鄉。後來與同僚孫振基等人彈劾熊廷弼殺人媚人，又說湯賓尹錄用韓敬為狀元，很明顯是在暗中說人情、行賄勾通官吏。
萬曆四十五年（1617年）被誣陷依附東林黨，貶官山西按察知事。天啟二年（1622年）起用任兵部主事，歷任尚寶司丞、尚宝司少卿、太常寺少卿。天啟五年（1625年）五月，遭閹黨彈劾落官。
崇禎初年（1628年）官復原職，不久致仕家居。崇禎十六年（1643年）冬，李自成攻陷慶陽城，麻僖與叔伯子侄同死者四十餘人。守道段復興、知府董琬、推官靳聖居也死於此難。

## 家族
曾祖父麻彪。祖父麻直，贈中憲大夫按察司副使。父麻永吉，父麻永吉，字伯貞，號慶川，官至湖廣按察使，以為官清廉，堅守節操而聞名于世。。母陳氏，封恭人。慈侍下。兄周、嘉、埍。弟彭、澍。

## 延伸阅读
[在维基数据编辑]
 《明史卷二百六十四》，出自《明史》